# Swann (cràter)
Swann és un cràter d'impacte que es troba a la cara oculta de la Lluna, al sud-est del prominent cràter Compton. Aquesta és una formació molt desgastada i deteriorada, amb prou feines reconeixible com un cràter.

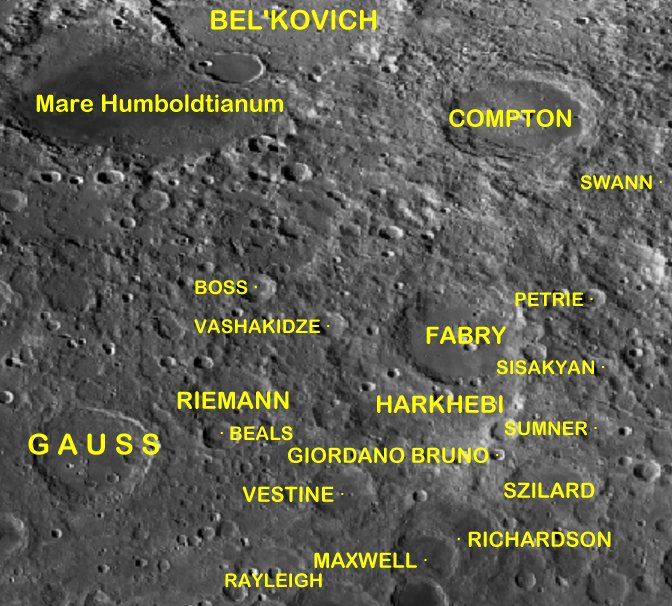
Localització de Swann (superior dreta de la imatge)
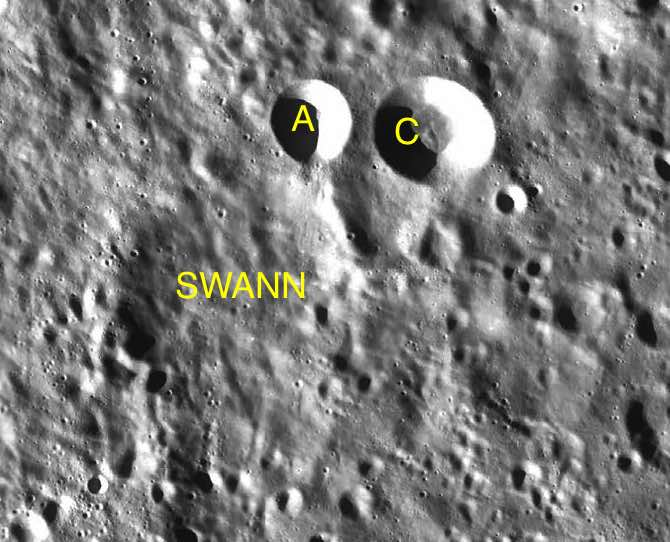
Cràters satèl·lit

El terreny a la vora i l'interior s'assembla a la superfície circumdant, marcada pels cràters secundaris de Compton. Al nord i al nord-est de Swann es localitzen dos cràters més joves en forma de bol, Swann A i Swann C, amb vores esmolades que no han patit un desgast significatiu.

## Cràters satèl·lit
Per convenció aquests elements són identificats en els mapes lunars posant la lletra en el costat del punt central del cràter que està més proper a Swann.
| Swann | Coordenades                            | Diàmetre |
| ----- | -------------------------------------- | -------- |
| A     | 52° 54′ N, 113° 18′ E / 52.9°N,113.3°E | 15 km    |
| C     | 52° 48′ N, 114° 24′ E / 52.8°N,114.4°E | 19 km    |